# Маслин, Николай Иванович
Никола́й Ива́нович Ма́слин (род. 24 ноября 1948, Панфилово, Владимирская область, РСФСР) — советский и российский тренер по боксу. Тренер-преподаватель отделения бокса ДЮСШООР города Мурома, личный тренер победителя Игр доброй воли, бронзового призёра чемпионата мира Сергея Караваева. Заслуженный тренер России (1993).

## Биография
Николай Маслин родился 24 ноября 1948 года в селе Панфилово Муромского района Владимирской области. В молодости успешно занимался боксом, проходил подготовку в муромской секции бокса под руководством тренера Михаила Николаевича Бутысина, позже был подопечным Вячеслава Михайловича Константинова. В 1968 году одержал победу на первенстве Владимирской области, выполнил норматив мастера спорта СССР.
Имеет высшее образование, в 1977 году окончил Ивановский педагогический институт, где обучался на факультете физического воспитания.
После завершения спортивной карьеры занялся тренерской деятельностью. Начинал тренерскую работу в муромской средней школе № 3, затем в течение многих лет работал тренером-преподавателем по боксу в Детско-юношеской спортивной школе со специализированными отделениями олимпийского резерва города Мурома. Имеет высшую квалификационную категорию, общий тренерский стаж — более 47 лет.
Занимал должность старшего тренера сборной команды Владимирской области по боксу, в период 1992—1996 годов входил в тренерский штаб сборной команды России, где работал под руководством главного тренера Н. Д. Хромова.
За долгие годы тренерской работы подготовил многих талантливых боксёров, добившихся успеха на международной арене. Один из самых известных его учеников — заслуженный мастер спорта Сергей Караваев, победитель Игр доброй воли в Санкт-Петербурге, бронзовый призёр чемпионата мира, чемпион СССР и России и по боксу. Также его воспитанником был мастер спорта Николай Ромашов, победитель всесоюзных и всероссийских первенств. В разное время являлся наставником мастеров спорта Алексея Маркова, Вадима Кондакова, Матвея Чекунова, Алексея Гришина, Игоря Монахова и др. За выдающиеся достижения на тренерском поприще в 1993 году Николай Маслин был удостоен почётного звания «Заслуженный тренер России».
Неоднократно принимал участие в соревнованиях по боксу в качестве судьи.